# Harrisonville (Misuri)
Harrisonville es una ciudad ubicada en el condado de Cass en el estado estadounidense de Misuri. En el Censo de 2010 tenía una población de 10019 habitantes y una densidad poblacional de 386,26 personas por km².

## Geografía
Harrisonville se encuentra ubicada en las coordenadas 38°39′9″N 94°20′49″O / 38.65250, -94.34694. Según la Oficina del Censo de los Estados Unidos, Harrisonville tiene una superficie total de 25.94 km², de la cual 25.6 km² corresponden a tierra firme y (1.32%) 0.34 km² es agua.

## Demografía
Según el censo de 2010, había 10019 personas residiendo en Harrisonville. La densidad de población era de 386,26 hab./km². De los 10019 habitantes, Harrisonville estaba compuesto por el 95% blancos, el 1.15% eran afroamericanos, el 0.69% eran amerindios, el 0.64% eran asiáticos, el 0.04% eran isleños del Pacífico, el 0.79% eran de otras razas y el 1.7% pertenecían a dos o más razas. Del total de la población el 2.64% eran hispanos o latinos de cualquier raza.